# 身弥岛
身弥岛（／ Sinmi-do）是西朝鲜湾盘城列岛中的一个岛屿，位于朝鲜半岛西岸铁山半岛东南，现属朝鲜民主主义人民共和国平安北道宣川郡管辖。身弥岛面积52平方千米，是朝鲜实际管辖的最大岛屿。